# سان خوسيه ميركوري نيوز
سان خوسيه ميركوري نيوز (بالإنجليزية San Jose Mercury News)، هي صحيفة يومية أمريكية تنشر في سان خوسيه، كاليفورنيا.

## التاريخ

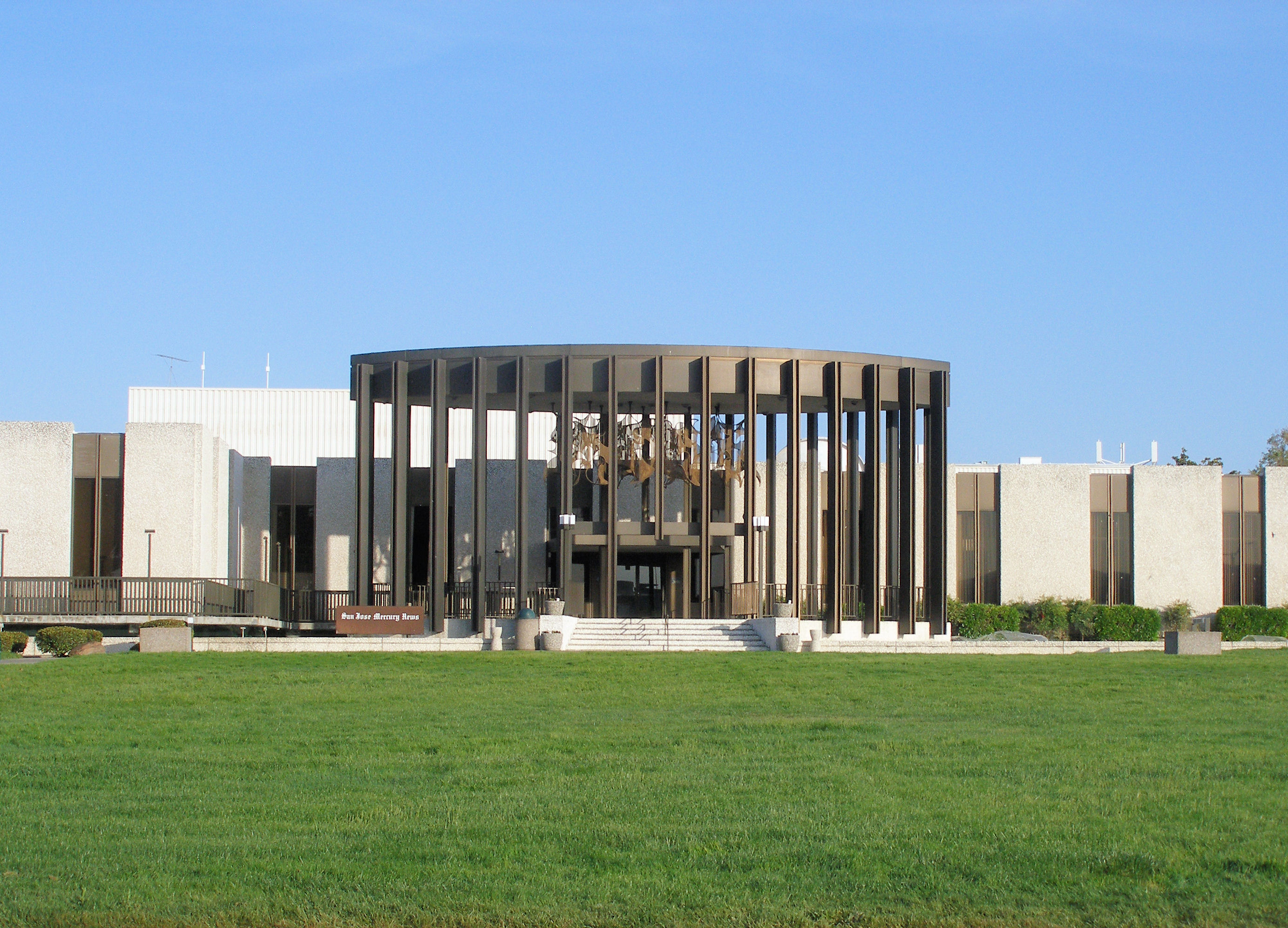
مقر ميركوري نيوز (1967-2014)

تأسست جريدة  سان خوسيه ميركوري في عام 1851 كجريدة أسبوعية باسم سان خوسيه ويكلي فيزيتور، بينما تأسست كجريدة إخبارية يومية باسم سان خوسيه نيوز في عام 1883. وفي عام 1942 تم نشر الجريدتين معًا؛ أحدهما صباحية والأخرى مسائية، وفي عام 1983 تم دمج الجريدتين تحت اسم  سان خوسيه ميركوري نيوز.
تقول الصحيفة أن اسم ميركوري (معناه الزئبق بالإنجليزية) يشير إلى أهمية صناعة الزئبق أثناء حمى الذهب في كاليفورنيا، حيث كانت المدينة أكبر منتج للزئبق في أمريكا الشمالية.
بسبب موقعها في وادي السيليكون، تغطي صحيفة  ميركوري نيوز العديد من الأحداث الرئيسية في تاريخ الحوسبة.
في سبتمبر 2014 انتقل مقر ميركوري نيوز إلى وسط مدينة سان خوسيه تاركةً مقرها التاريخي الذي افتتح في عام 1967. من أسباب تغيير الموقع أن المطابع لم تعد متوفرة في الموقع القديم، بالإضافة إلى التخفيض الذي حدث في أعداد الموظفين في الجريدة على مر السنين.

## روابط خارجية
- سان خوسيه ميركوري نيوز على موقع روتن توميتوز (الإنجليزية)